# Igor Szergejevics Janovszkij
Igor Szergejevics Janovszkij (oroszul: Игорь Сергеевич Яновский; Ordzsonikidze, 1974. augusztus 3. –) orosz válogatott labdarúgó. 

## Pályafutása

### Klubcsapatban
Pályafutását szülővárosa csapataiban az Avtodor Vlagyikavkazban (1990–92) és az Alanyija Vlagyikavkazban (1993–98) kezdte. 1998 és 2001 között a Paris Saint-Germain, 201 és 2003 között a CSZKA Moszkva együttesében játszott. 2004-ben az Alanyija Vlagyikavkaz, 2005 és 2006 között a francia LB Châteauroux játékosa volt.  

### A válogatottban
1996 és 2003 között 32 alkalommal játszott az orosz válogatottban és 1 gólt szerzett. Részt vett az 1996-os Európa-bajnokságon.

## Sikerei, díjai
Alanyija Vlagyikavkaz
- Orosz bajnok (1): 1995

CSZKA Moszkva
- Orosz bajnok (1): 2003
- Orosz kupa (1): 2001–02